# Districtul Cheria
Cheria este un district din provincia Tébessa, Algeria.